# Mamma Mia! Here We Go Again
Mamma Mia! Here We Go Again es una película musical de comedia romántica dirigida y escrita por Ol Parker, desde una historia de Parker, Catherine Johnson, y Richard Curtis. Es la secuela de la película de 2008 Mamma Mia!, que está basada en el musical romántico con canciones de la banda sueca ABBA.
Fue estrenada en Norteamérica y el Reino Unido el 20 de julio de 2018 por Universal Pictures, diez años después del estreno de la original.

## Sinopsis
Han pasado cinco años tras los eventos de la primera parte, y en el transcurso de esos años, se presenta un hecho trágico para la vida de los protagonistas: Donna (Meryl Streep), falleció en la isla. Tras este hecho, un año después de su muerte, Sophie (Amanda Seyfried) decide renovar el hotel, el cual lleva por nombre "Bella Donna".
Días antes, Sophie prepara una gran inauguración junto al nuevo administrador del hotel, Fernando Cienfuegos (Andy García), y Sam (Pierce Brosnan), quien se quedó viviendo en la isla, pero ya no es el mismo tras la muerte de su amada esposa.
En la película se presentarán dos épocas distintas: la actualidad de los personajes en la inauguración del hotel, y 34 años atrás, cuando Donna en plena juventud (Lily James) se graduó de la universidad y se embarcó en la loca aventura al irse a vivir en Grecia, que la llevó a conocer a los tres posibles padres de su hija Sophie.

## Argumento
Sophie Sheridan (Amanda Seyfried) se está preparando para la gran reapertura del hotel de su madre Donna (Meryl Streep), tras la muerte de Donna un año antes ("Thank You for the Music"). Está molesta porque dos de sus posibles padres, Harry (Colin Firth) y Bill (Stellan Skarsgård), no pueden llegar a la reapertura y está teniendo problemas en su relación con Sky (Dominic Cooper). Este se encuentra en Nueva York aprendiendo administración hotelera y le gustaría aprovechar una oportunidad de trabajo allí. ("One of Us").
En 1979, una joven Donna (Lily James) se gradúa en New College con Rosie (Alexa Davies) y Tanya (Jessica Keenan Wynn) ("When I Kissed the Teacher") y se prepara para viajar por el mundo. En París, conoce y va de fiesta con Harry (Hugh Skinner). Pasan la noche juntos ("Waterloo"), pero Donna se va poco después. Ella pierde su barco hacia Kalokairi, pero Bill (Josh Dylan) le ofrece un paseo, y en el camino, pueden ayudar a un pescador varado, Alexio (Gerard Monaco), a regresar a la costa a tiempo para evitar que el amor de su vida se case con otro. Sin que Donna lo supiera, Harry la siguió a Grecia; sin embargo, llegó demasiado tarde y, tristemente, observa el barco que navega a lo lejos ("Why Did it Have to Be Me?").
En el presente, Tanya (Christine Baranski) y Rosie (Julie Walters) llegan para apoyar a Sophie con la reapertura y se revela que Rosie y Bill se han separado ("Angel Eyes"). Sophie luego visita a Sam (Pierce Brosnan), quien, como Sophie, todavía está afligido por la muerte de Donna. En el pasado, Donna llega a la isla ("I Have a Dream") después de que Bill la dejara, quien la deja para una competición de navegación y anuncia que volverá en unas semanas. Mientras explora una granja, una tormenta repentina hace que Donna descubra un caballo asustado en el sótano. Ella busca ayuda y encuentra a un joven Sam (Jeremy Irvine) en su motocicleta y él la ayuda a salvar el caballo. En el presente, una tormenta causa serios trastornos en los planes de Sophie para la gran reapertura e impide la cobertura de los medios del evento.
En el pasado, Donna y Sam están disfrutando de un romance vertiginoso ("Andante, Andante", "The Name of the Game") hasta que Donna descubre una foto de la prometida de Sam, Lorraine, en su agenda. Devastada, Donna le exige a Sam que abandone la isla y se niega a volver a verlo ("Knowing Me, Knowing You"). En el presente, Sam le cuenta a Sophie lo que la valoraba su madre. Mientras tanto, Harry deja su negocio en Tokio para apoyar a Sophie, y en Estocolmo, Bill tiene la misma idea. Bill y Harry se encuentran en los muelles, pero se les dice que no hay ferry. Luego ven a Sky, quien también llega después de darse cuenta de que su amor por Sophie supera cualquier oportunidad de trabajo. Sin embargo, el nativo Alexio le ofrece a Bill, Harry, el recién llegado Sky y cientos de otros desplazamiento en barcos pesqueros.
En el pasado, Tanya y Rosie visitan a una Donna deprimida. En un bar local, Donna recupera su espíritu con la ayuda de Tanya y Rosie ("Mamma Mia"). Ella descubre que Bill ha regresado a la isla y salen en su barco; Mientras se van, Sam regresa, después de haber terminado recientemente su compromiso con Donna, pero se entristece al saber que ella está con otro hombre y deja la isla una vez más. Donna descubre que está embarazada pero no tiene idea de cuál de sus tres amantes recientes es el padre. Sofía (Maria Vacratsis), la madre del dueño del bar donde actuaron Donna y las Dynamos, escucha el deseo de Donna de quedarse en la isla, y Donna acepta felizmente su oferta de dejarla vivir en su granja, donde finalmente da a luz a Sophie.
De vuelta en el presente, los invitados llegan a la fiesta y Sophie se reúne con sus otros dos padres y Sky ("Dancing Queen"). Sophie le revela a Sky que está embarazada y que nunca se ha sentido más cercana a su madre, ahora que ha entendido lo que su madre pasó exactamente en el mismo lugar. Bill y Rosie se reúnen por su dolor por Donna. La abuela separada de Sophie y la madre de Donna, Ruby (Cher), llega a pesar de que Sophie decidió no invitarla. Ella revela que Sky la rastreó en Nueva York y quiere construir una relación real con Sophie. Luego, Sophie interpreta una canción con Tanya y Rosie en honor a su madre ("I've Been Waiting For You") y su abuela le dice entre lágrimas después lo orgullosa que está de ella. Ruby luego se reúne con Fernando (Andy García), el gerente del hotel y su ex amante en 1959 ("Fernando").
Nueve meses después, Sophie da a luz a un bebé, llamado Donny. Todos se reúnen para su bautizo donde Tanya coquetea con el hermano de Fernando, Rafael (Jonathan Goldsmith). La ceremonia se lleva a cabo con el espíritu de Donna cuidando a su hija con orgullo mientras las dos tienen un momento final antes de que el espíritu de Donna se desvanezca ("My Love, My Life"). Los créditos finales muestran que todos los personajes, incluidos Donna y el elenco más joven, cantando "Super Trouper" en una gran fiesta en el Hotel Bella Donna.

## Reparto
- Amanda Seyfried como Sophie Sheridan, la hija de 25 años de Donna, hijastra de Sam, pareja de Sky, esposa de él al final de la primera película y madre de un bebé al final de esta.
- Meryl Streep como Donna Sheridan, la madre de Sophie e hija de Ruby, antigua dueña del Hotel Bella Donna, también esposa de Sam. Falleció hace un año en la trama de la película. (Falleció debido a un cáncer, esto confirmado por los productores de la película)
  - Lily James como Donna Sheridan, en su juventud.
- Dominic Cooper como Sky, la pareja de Sophie.
- Christine Baranski como Tanya Chesham-Leigh, una de las amigas de Donna y anterior compañera de banda en Donna y las Dynamos; una millonaria tres veces divorciada.
  - Jessica Keenan Wynn como Tanya Chesam, en su juventud.
- Julie Walters como Rosie Mulligan, una de las amigas de Donna y anterior compañera de banda en Donna y las Dynamos; una soltera autora amante de la diversión.
  - Alexa Davies como Rosie Mulligan, en su juventud.
- Pierce Brosnan como Sam Carmichael, el padrastro y posible padre de Sophie, un arquitecto irlando-estadounidense, y viudo de Donna.
  - Jeremy Irvine como Sam Carmichael, en su juventud.
- Colin Firth como Harry Bright, posible padre de Sophie y un banquero británico.
  - Hugh Skinner como Harry Bright, en su juventud.
- Stellan Skarsgård como Bill Anderson, posible padre de Sophie, un marinero sueco y escritor de viajes.
  - Josh Dylan como Bill Anderson, en su juventud.
- Andy García como Fernando Cienfuegos, administrador del renovado Hotel Bella Donna.
- Cher como Ruby Sheridan, la madre de Donna y abuela de Sophie.
- Celia Imrie como canciller de universidad.
- Maria Vacratsis como Sofía.
- Omid Djalili como un oficial de ventas griego.
- Gerard Monaco como Alexio.
- Panos Mouzourakis como Lazaros.
- Naoko Mori como Yumiko.
- Togo Igawa como Tateyama.

Apariciones en cameo
- Björn Ulvaeus como profesor universitario.
- Benny Andersson como pianista en el restaurante parisino durante "Waterloo".
- Jonathan Goldsmith como Don Rafael Cienfuegos, hermano de Fernando Cienfuegos.

## Producción

### Desarrollo
Debido al éxito de Mamma Mia!, el jefe del estudio Hollywood David Linde, copresidente de Universal Pictures contó a The Daily Mail que aunque tomaría un tiempo, podría haber una secuela. Dijo que estaría encantado si Judy Craymer, Catherine Johnson, Phyllida Lloyd, Benny Andersson y Björn Ulvaeus estuvieran de acuerdo con el proyecto, mencionando que había muchas canciones de ABBA aún por usar.
Mamma Mia! Here We Go Again fue anunciada el 19 de mayo de 2017, planeando su estreno para el 20 de julio de 2018. Fue escrita y dirigida por Ol Parker.
El 27 de septiembre de 2017, Benny Andersson confirmó que 3 canciones de ABBA aparecerían en la película: "When I Kissed the Teacher," "I Wonder (Departure)", y "Angeleyes." Una de ellas es "Fernando" interpretada por la cantante estadounidense Cher.

### Elenco
El 1 de junio de 2017, se anunció que Seyfried regresaría como Sophie. Ese mes más tarde, Dominic Cooper confirmó en una entrevista que regresaría para la secuela junto a  Meryl Streep, Firth y Brosnan. En julio de 2017, se confirmó que Baranski regresaría como Tanya. El 12 de julio de 2017, Lily James se unió al reparto para interpretar a "Donna Joven." El 3 de agosto, Jeremy Irvine y Alexa Davies se unieron al filme, con Irvine interpretando al personaje de Brosnan, Sam en el pasado, y Davies interpretando a Rosie Joven, interpretada por Julie Walters en la primera película. El 16 de agosto, se anunció que Jessica Keenan Wynn se había unido como Tanya Joven, interpretada por Baranski en la primera película. Julie Walters y Stellan Skarsgård también repetirán sus papeles como Rosie y Bill, respectivamente. El 16 de octubre de 2017, se reveló que la cantante/actriz Cher se había unido al reparto.

### Filmación
La fotografía principal comenzó el 12 de agosto de 2017 en Croacia, incluyendo la isla de Vis. El elenco se reunió en octubre de 2017, en los Estudios Shepperton en Surrey, Inglaterra, para grabar algunas canciones y números de baile con Cher. El rodaje finalizó el 2 de diciembre de 2017.

## Estreno
Mamma Mia! Here We Go Again fue estrenada el 20 de julio de 2018 por Universal Pictures en el Reino Unido, Estados Unidos y otros países seleccionados.

## Banda sonora

### Interpretaciones
| Interpretaciones en Mamma Mia! |                           |                                                   |
| 1                              | When I Kissed The Teacher | Donna, Rosie, Tanya, la maestra y los estudiantes |
| 2                              | I Wonder                  | Donna, Rosie y Tanya                              |
| 3                              | One Of Us                 | Sophie y Sky                                      |
| 4                              | Waterloo                  | Harry y Donna                                     |
| 5                              | Why Did It Have To Be Me? | Bill, Donna y Harry                               |
| 6                              | I Have A Dream            | Donna                                             |
| 7                              | Kisses Of Fire            | Lazaros                                           |
| 8                              | Andante, Andante          | Donna                                             |
| 9                              | The Name Of The Game      | Donna                                             |
| 10                             | Knowing Me, Knowing You   | Sam y Donna                                       |
| 11                             | Mamma mia                 | Rosie, Tanya y Donna                              |
| 12                             | Angeleyes                 | Sophie, Rosie, Tanya                              |
| 13                             | Dancing Queen             | Sophie, Rosie, Tanya, Sam, Bill y Harry           |
| 14                             | I've Been Waiting For You | Sophie, Rosie y Tanya                             |
| 15                             | Fernando                  | Ruby y Fernando                                   |
| 16                             | My Love, My Life          | Donna y Sophie                                    |
| 17                             | Super Trouper             | Todos                                             |
| 18                             | The Day Before You Came   | Donna                                             |